# Melica hitchcockii
Melica hitchcockii är en gräsart som beskrevs av Joseph Robert Bernard Boivin. Melica hitchcockii ingår i släktet slokar, och familjen gräs. Inga underarter finns listade i Catalogue of Life.